# ناثان فيليبس (سياسي)
ناثان فيليبس هو محامي وسياسي كندي، ولد في 7 نوفمبر 1892 في بروكفيل في كندا، وتوفي في 7 يناير 1976 في تورونتو في كندا. حزبياً، نشط في حزب كندا المحافظ. وقد انتخب عمدة تورونتو ‏ (1955 – 31 ديسمبر 1962).